# Udalmella gamboa
Udalmella gamboa là một loài nhện trong họ Salticidae. Chúng thuộc chi đơn loài Udalmella, được María Elena Galiano miêu tả năm 1994, thường xuất hiện ở Panama.